# Cuauhtempan
Cuauhtempan är en ort i Mexiko.   Den ligger i kommunen Tlayacapan och delstaten Morelos, i den sydöstra delen av landet, 50 km söder om huvudstaden Mexico City. Cuauhtempan ligger 1 860 meter över havet och antalet invånare är 1 320.
Terrängen runt Cuauhtempan är huvudsakligen kuperad, men åt nordväst är den bergig. Terrängen runt Cuauhtempan sluttar söderut. Runt Cuauhtempan är det ganska tätbefolkat, med 144 invånare per kvadratkilometer. Närmaste större samhälle är Cuautla Morelos, 18,3 km söder om Cuauhtempan. Trakten runt Cuauhtempan består till största delen av jordbruksmark.